# Едвардас Ґудавічус
Едвардас Ґудавічус (лит. Edvardas Gudavičius; нар. 6 вересня 1929, Каунас — 27 січня 2020, Вільнюс) — історик, спеціаліст з історії Литви і балтійських країн.

## Біографія
Закінчив Каунаський політехнічний інститут у 1953 році, працював інженером. Закінчив історичний факультет Вільнюського університету (1968), з 1972 — кандидат, з 1989 — доктор історичних наук (нині — габілітований доктор гуманітарних наук), з 1991 — професор. З 1974 року працює в Інституті історії АН Литви.
Відомий фахівець з історії Литви XIII-XVI століття. Досліджує соціально-економічну та політичну історію, матеріальну і духовну культуру Литви, етногенез і етнічну історію балтів, історіографію Прибалтики феодального періоду, проблеми джерелознавства, дипломатики та ін. Основні праці — з проблем виникнення та формування Великого князівства Литовського, військово-політичних відносин Литви з Тевтонським орденом, Статутом Великого Князівства Литовського. Автор монографій «Мітки власності і знаки в Литві в XVII—XX ст.» (1980), «Війни хрестоносців у Прибалтиці і Литві в XIII ст.» (1989), «Виникнення міст у Литві» (1991), книги «Історія Литви з найдавніших часів до 1569 р.», численних статей.